# 白吉爾
瑪麗-格萊爾·白吉爾（法語：Marie-Claire Bergère，1933年—），亦譯為瑪麗-克萊爾·貝熱爾，或稱白吉爾夫人、白爾傑夫人，是法國歷史學家和漢學家，亦是法國國立東方語言與文化學院榮譽教授。師承謝諾，專門研究近代中國經濟、社會和資產階級問題，亦是國際間知名的孫中山研究專家。

## 生平
1952年，白吉爾考入塞夫爾青年女子高等師範學院（École normale supérieure de Sèvres）。1954年7月，取得文學學士；1955年6月，獲得歷史學高等研究文憑。期間因結識了未來的博士導師、青年史學家謝諾，遂開始產生對中國研究的興趣。1956年，她在以全國第十二名的成績通過大學歷史教師資格會考後，申請就讀巴黎東方語言學院，以學習漢語。1957年，加入法國的赴中國代表團，並前往北京出席在天安門的國慶觀禮活動。首次的中國行，令其留下難以磨滅的印象。
於1959年獲得巴黎東方語言學院的學位後，白吉爾入讀巴黎大學以攻讀博士學位。1964年，出版專著《舊政權結束時上海的一次金融危機》，是書取得謝諾高度地評價，並引起芮瑪麗的注意。1966年，受謝諾指導下所撰寫的國家級博士論文〈中國資產階級與辛亥革命〉（La bourgeoisie Chinoise et la Révolution de 1911）通過答辯。該論文得到答辯委員會的一致稱讚。
2002年，出版時間長度跨越近一百六十年的專著《上海史》（Histoire de Shanghai）。是書成為中國城市社會研究中的重要學術著作。

## 著作
- Une crise financière à Shanghai à la fin de l'ancien régime: Textes présentés, traduits et annotés, Paris-La Haye: Mouton, 1964.
- La bourgeoisie Chinoise et la Révolution de 1911, Paris-La Haye: Mouton, 1968.
- L'âge d'or de la bourgeoisie chinoise, 1911-1937, Paris: Flammarion, 1986.
  - 〔簡體中文譯本〕張富強、許世芬譯，《中國資產階級的黃金時代（1911-1937）》，上海：上海人民出版社，1994年1月。[6]
- La République populaire de Chine de 1949 à nos jours, Paris: Armand Colin, 1987.
- Le mandarin et le compradore: les enjeux de la crise en Asie orientale, Paris: Hachette Littérature, 1998.
- Sun Yat-sen, Paris: Fayard, 1994.
  - 〔繁體中文譯本〕溫洽溢譯，《孫逸仙》，臺北：時報文化出版企業有限公司，2010年6月。
- La Chine de 1949 à nos jours, Paris: Armand Colin, 2000.
- Histoire de Shanghai, Paris: Fayard, 2002.
  - 〔簡體中文譯本〕王菊、趙念國譯，《上海史：走向現代之路》，上海：上海社會科學院出版社，2005年5月。
- Capitalismes et capitalistes en Chine: XIXe-XXIe siècle, Paris: Perrin, 2007.
- Chine: le nouveau capitalisme d'État, Paris: Fayard, 2013.
- La Chine du coin de l'oeil: les amusements sérieux et comiques d'une sinologue, Paris: Les Indes savantes, 2018.

### 期刊論文
- 夏旭東、楊保筠，〈法國當代的中國學研究〉，《國外社會科學》，1990年第11期（北京市，1990年11月），頁49-54。
- 張振鵾、劉存寬，〈法國研究中國近現代史近況〉，《近代史研究》，1981年第2期（北京市，1981年6月），頁249-290。

### 學位論文
- 阮潔卿，〈法國「中國中心」與當代中國研究（1958-）〉，上海市：華東師範大學歷史學系博士學位論文，2013年4月。

## 外部連結
- 瑪麗-格萊爾·白吉爾於社會科學高等研究院之網頁 （页面存档备份，存于）（法文）